# Éclairage des rues à Paris
 (août 2017).

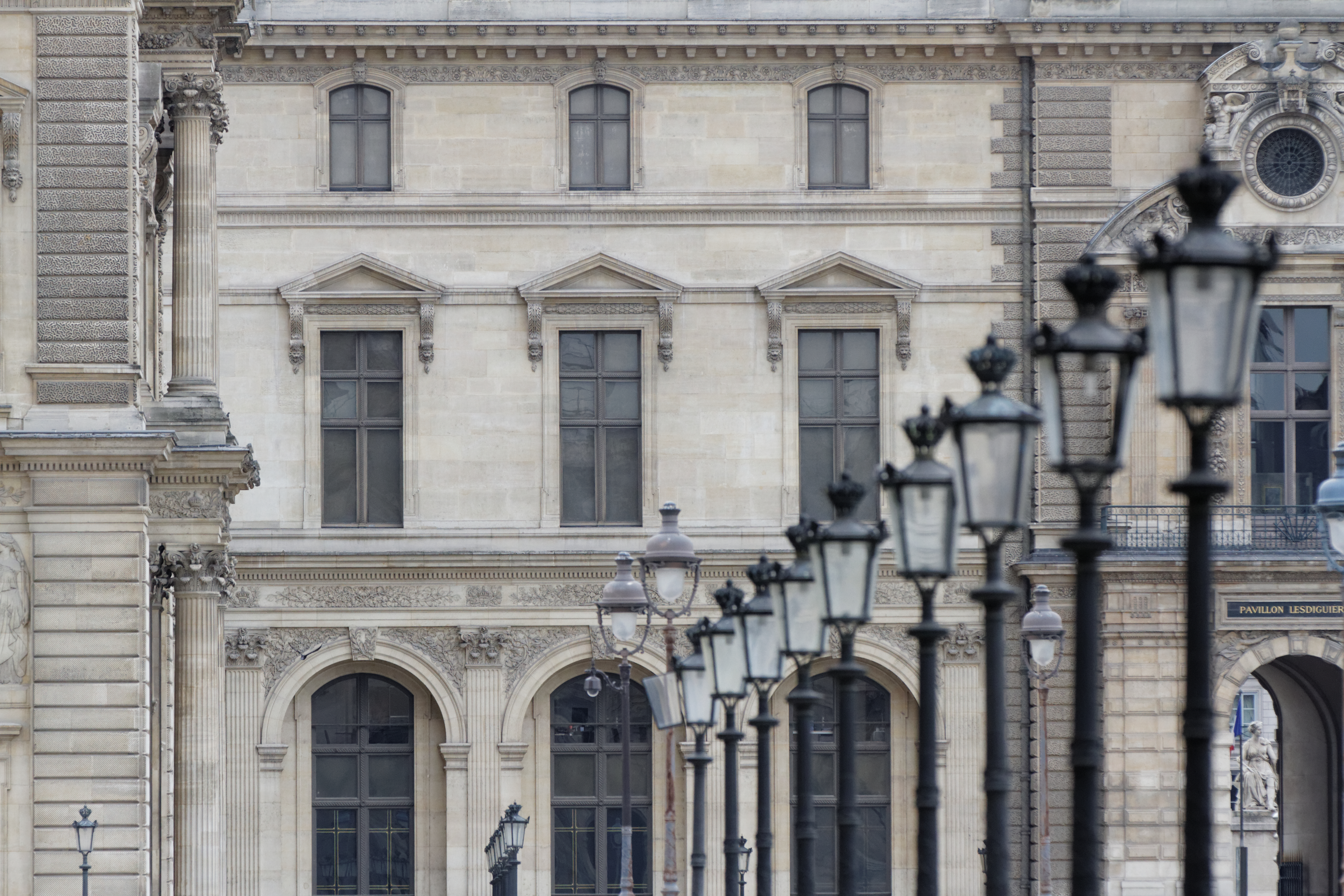
Lampadaires près du palais du Louvre.

Cet article présente l'histoire et les événements significatifs concernant l'éclairage des rues à Paris, en France.

## Historique

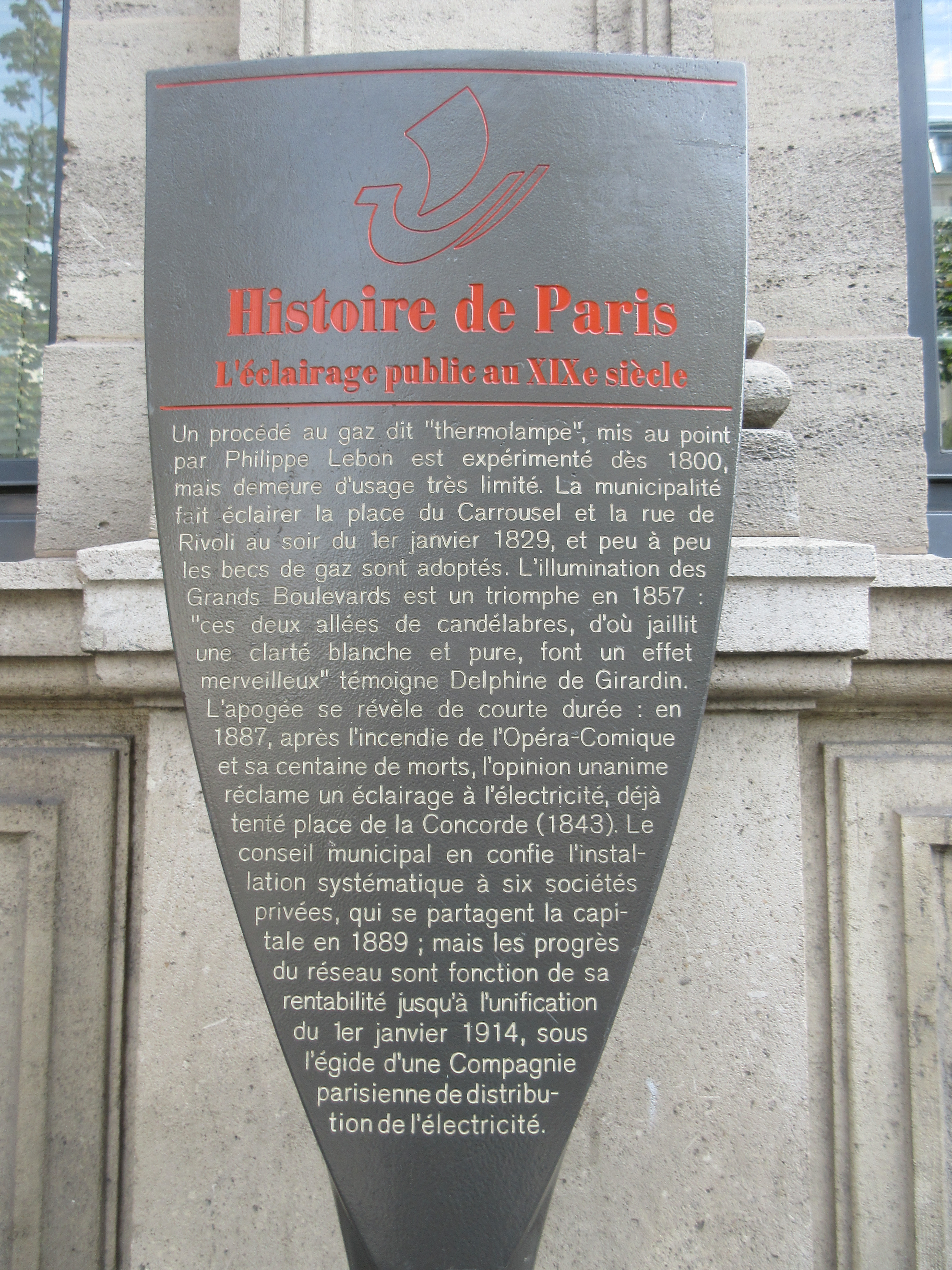
Panneau Histoire de Paris
« L'éclairage public au XIXe siècle ».

Par une ordonnance royale de janvier 1318, le roi de France Philippe V le Long enjoint au greffier du Châtelet de veiller « à ce qu'une chandelle fut entretenue pendant la nuit à la porte du palais de ce tribunal, afin de déjouer les entreprises des malfaiteurs qui se perpétuaient jusque sur la place, alors la plus fréquentée de la capitale. » Il existait deux autres éclairages à la tour de Nesle et au cimetière des Innocents, mais c'était tout. 
De l'année 1504 à 1553, plusieurs ordonnances royales, qui sont restées sans effet, prescrivaient que chaque propriétaire était tenu de mettre, de neuf heures du soir à minuit, une lanterne garnie d'une chandelle allumée sur une des fenêtres du premier étage de la rue, « dans la crainte des mauvais garçons qui courent la nuit par cette ville, et pour se préserver de leurs attaques ». En 1558, une nouvelle ordonnance indique que les chandelles pourraient n'être posées que de distance en distance, mais elle n'eut pas plus de succès que les précédentes. À cette époque, une quinzaine de personnes étaient assassinées chaque nuit[réf. souhaitée] et les cadavres étaient ramassés quotidiennement par le guet.
En 1661, un arrêt du Parlement de Paris augmente la durée de l'illumination du 20 octobre au 31 mars. À cette époque il existait une entreprise de porte-flambeaux et de porte-lanternes qui, moyennant louage, éclairait la nuit les passants, de neuf heures du soir à quatre heures du matin, « sans toutefois diminuer le nombre des lanternes placées au milieu et aux coins des rues de Paris ». Le tarif était de trois sols par quart-d'heure. Chaque lanternier ou lampadophore portait à sa ceinture un sablier d'une demi-heure, marqué aux armes de la ville et accompagnait le bourgeois en l'éclairant à l'aide d'un flambeau de cire qui était divisé en dix tranches, chaque tranche consumée valant cinq sols, soit avec une lanterne à huile.
Jusqu'en 1667, chaque personne ou groupe marchant dans les rues durant la nuit devait être porteur de lanternes. Il existait également des guetteurs qui étaient aussi appelés veilleurs de nuit, dont le métier était de porter des lanternes numérotées par la police et qui devaient crier à tue-tête « Voilà le falot ». Ces veilleurs de nuit avaient pour tâche d'accompagner les passants jusqu'à leur domicile en leur faisant traverser les ruisseaux qui étaient alors placés au milieu de la chaussée, avec des ais placés en travers. Ils pouvaient monter jusqu'au domicile de leurs clients pour y allumer les flambeaux et si besoin ils allaient alerter le guet royal. Paris est alors éclairé par quelques falots qui brûlent devant des madones placées dans les rues ou quelques chandelles allumées sur les fenêtres. L'obligation de placer, pendant la nuit, des seaux d'eau à leur porte et des lanternes à leurs fenêtres qui était faite aux parisiens valait uniquement lorsqu'une alarme avait retenti. 
En 1667, le lieutenant de police Nicolas de La Reynie fit établir 6 500 lanternes dans Paris. Les premières lanternes étaient garnies de chandelles et étaient positionnées à chaque extrémités des principales rues avec parfois une autre au milieu. Malgré cet éclairage, les rues qui étaient à peu près sûres en hiver, ne l'étaient plus du tout dès le printemps, car les lumières n'étaient allumées que du 1er novembre à la fin février. En dehors de cette période de 4 mois par an, les Parisiens n'avaient pour s'éclairer la nuit que « l'obscure clarté qui tombe des étoiles ». La peine des galères était réservée à ceux qui auraient brisé ces lanternes.
Dès lors l'éclairage de Paris fut très nettement amélioré, comme l'indique madame de Sévigné dans une lettre de 1672 : « Nous trouvâmes plaisant d'aller ramener madame Scarron à minuit au fond du Faubourg Saint-Germain, quasi auprès de Vaugirard. Nous revînmes gaiment à la faveur des lanternes et de la sécurité des voleurs. »
Vers 1700, les lanternes furent suspendues aux façades à l'aide d'une corde et d'une poulie et devaient être allumées par un habitant désigné. En 1702, on dénombre 407 lanternes dans le quartier de la Cité. En 1729 on dénombre 5 772 lanternes dans la ville. En 1749, un commis est élu pour allumer « les quatorze lanternes publiques » du quartier Saint-Eustache car avant cette date, c'étaient les habitants et les bourgeois qui étaient, à tour de rôle, chargés de ce service. L'élu fut un notaire, qui n'alluma rien. Un horloger le remplaça qui s'abstint également de tout allumage. Tout ceci se termina par un procès et finalement les bourgeois ne trouvant personne pour tenir cet emploi bénévole, durent avoir recours à un allumeur professionnel.
Ces lanternes existèrent jusqu'en 1763, où elles furent remplacées par 2 400 réverbères à huile modèle Bourgeois de Château Blanc que le lieutenant-général de police, Antoine de Sartine, fait expérimenter rue Dauphine et dont l'installation est officialisée par un arrêté du conseil en 1769. Le nombre de 2 400 réverbères provient d'un mémoire de l'inventeur datant de 1765 et est à considérer comme une prévision théorique et non une vérité absolue. Ce système fut généralisé et l'entrepreneur garda le marché de l'éclairage parisien durant 20 ans en se chargeant de les allumer. En 1774 sur 8 000 lanternes, 4 200 étaient à réverbères, c'est-à-dire hissées au milieu des rues à 5 mètres de haut et séparées de 60 mètres les unes des autres. En 1785, le lieutenant de police Louis Thiroux de Crosne ordonna « qu'il serait placé des réverbères d'une forme particulière devant les maisons des commissaires au Châtelet nommés à présent commissaires de police, afin que pendant la nuit on pût au besoin et sans embarras recourir à ces officiers publics ».
L'application du gaz hydrogène carburé ou gaz hydrogène de l'inventeur Philippe Lebon, système inventé en 1791, permit les premiers essais des lanternes à gaz, en 1817, dans l'ancienne galerie de Fer boulevard des Italiens qui rejoignait la rue de Choiseul. Le projet fut proposé au gouvernement, mais celui-ci refusa. D'autres essais furent faits à l'hôpital Saint-Louis en 1818, au palais du Luxembourg et à l'Odéon en 1820. Cette découverte fut alors proposée en Angleterre pour finalement revenir en 1824 en France.
En 1829, la rue de la Paix reçoit le premier éclairage public avec le système du gaz hydrogène carburé de Philippe Lebon. En 1830, Paris compte 9 000 becs de gaz et 3 000 lanternes à huile. En 1853, on dénombre 12 400 becs de gaz puis 23 325 en 1869. En 1859, le métier d'allumeurs de lanternes qui, avec leur casquette cirée et leur boite en fer-blanc, parcouraient les rues, l'échelle sur l'épaule, pour nettoyer et entretenir les quinquets municipaux, disparaît.
En 1904, il restait encore quelques lanternes à huile ou à pétrole qui finirent par disparaître, comme l'unique lanterne à pétrole de la rue Saint-Vincent.
En 1910, le système de gaz comprimé apparaît.
En 1920, la lampe à incandescence fait son apparition.
En 1951 on dénombrait 34 300 points lumineux dans la capitale.
En 1960, il y en avait 48 000 environ.
En 2025, on dénombrait 122 000 points lumineux environ dans la capitale, dont 13 000 points lumineux environ pour le boulevard Périphérique, qui n'existait pas lors du comptage de 1960.

## Galerie

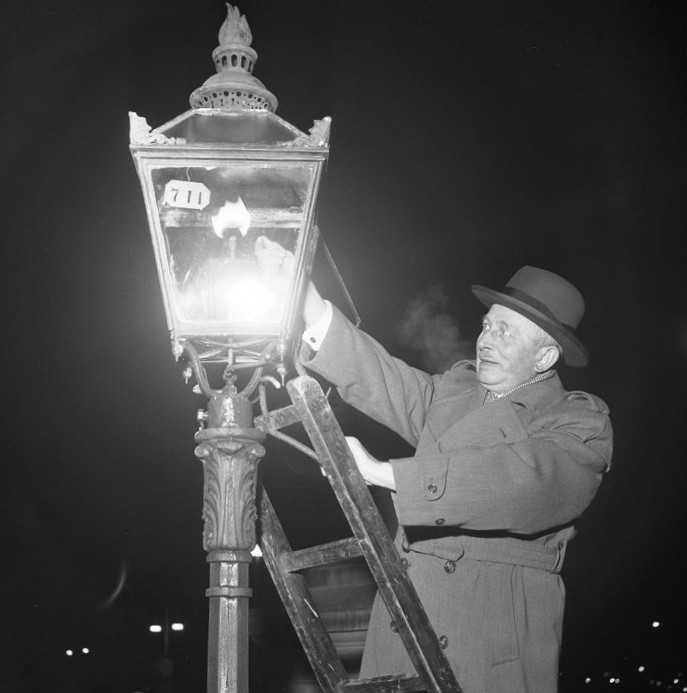
Un allumeur de réverbères allume un bec de gaz.
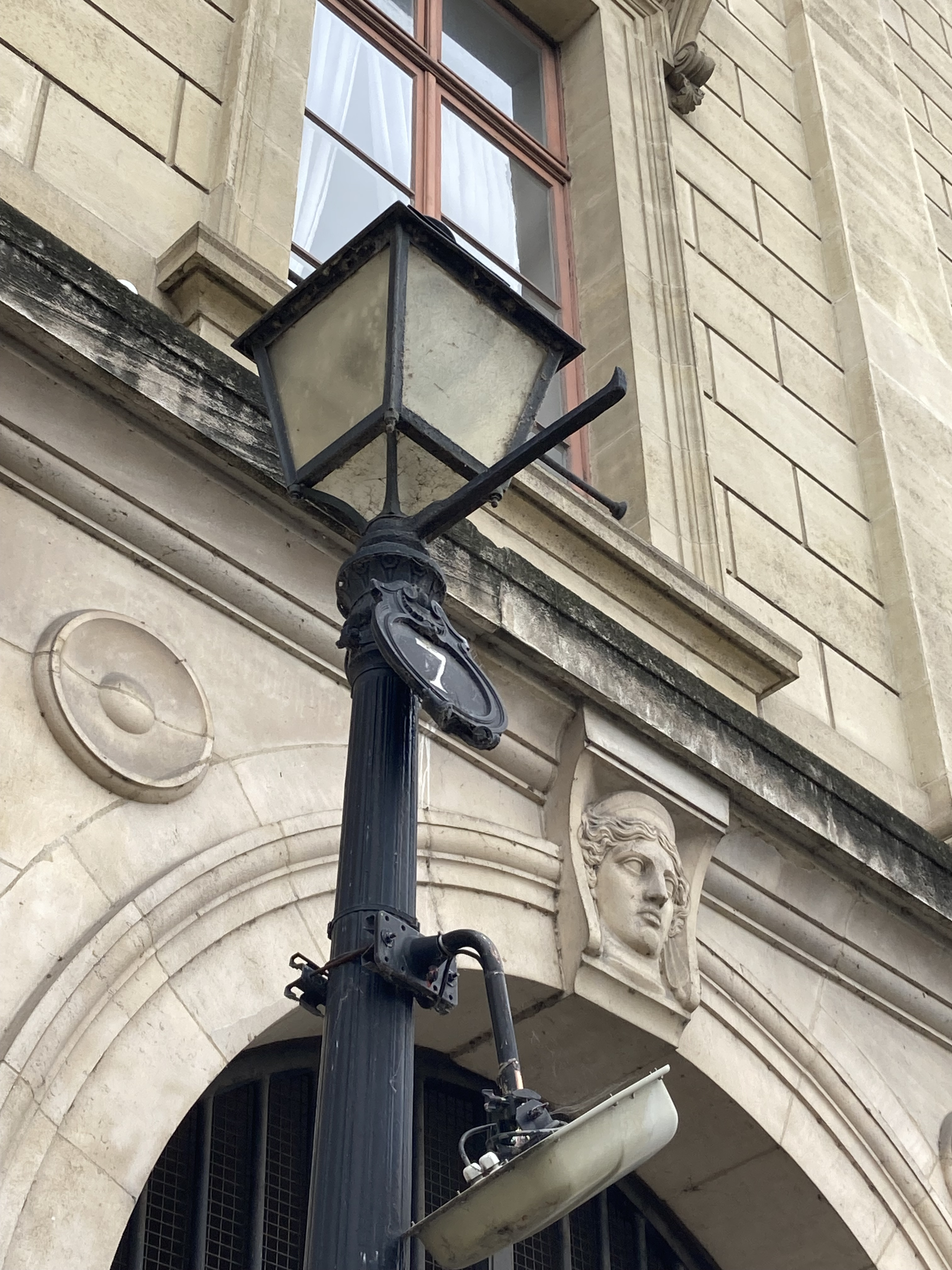
Réverbère doté de sa barre d'appui pour l'échelle de l'allumeur, quai de l'Horloge.
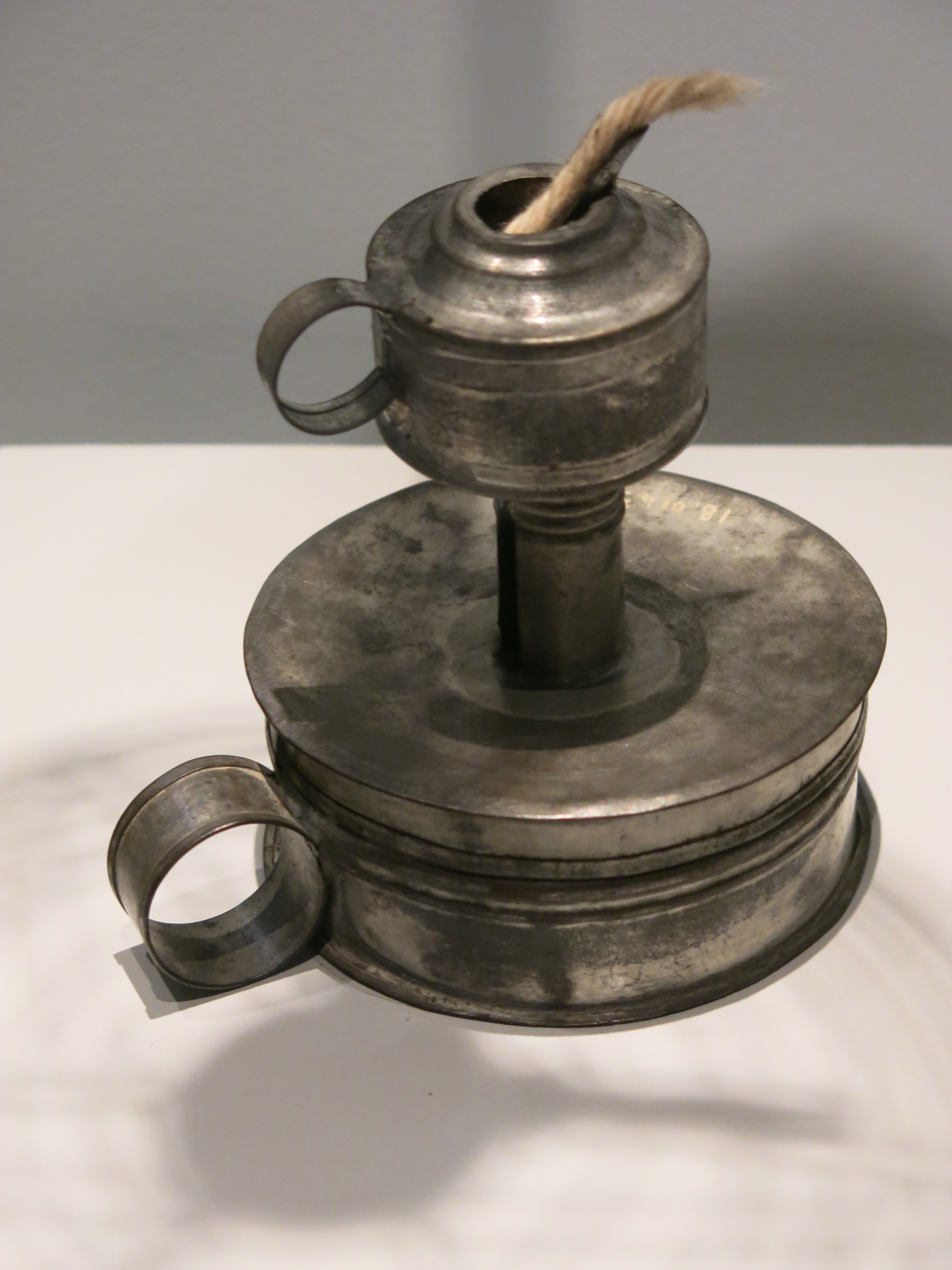
Modèle original d'un falot, lampe individuelle permettant de s'éclairer dans la rue.
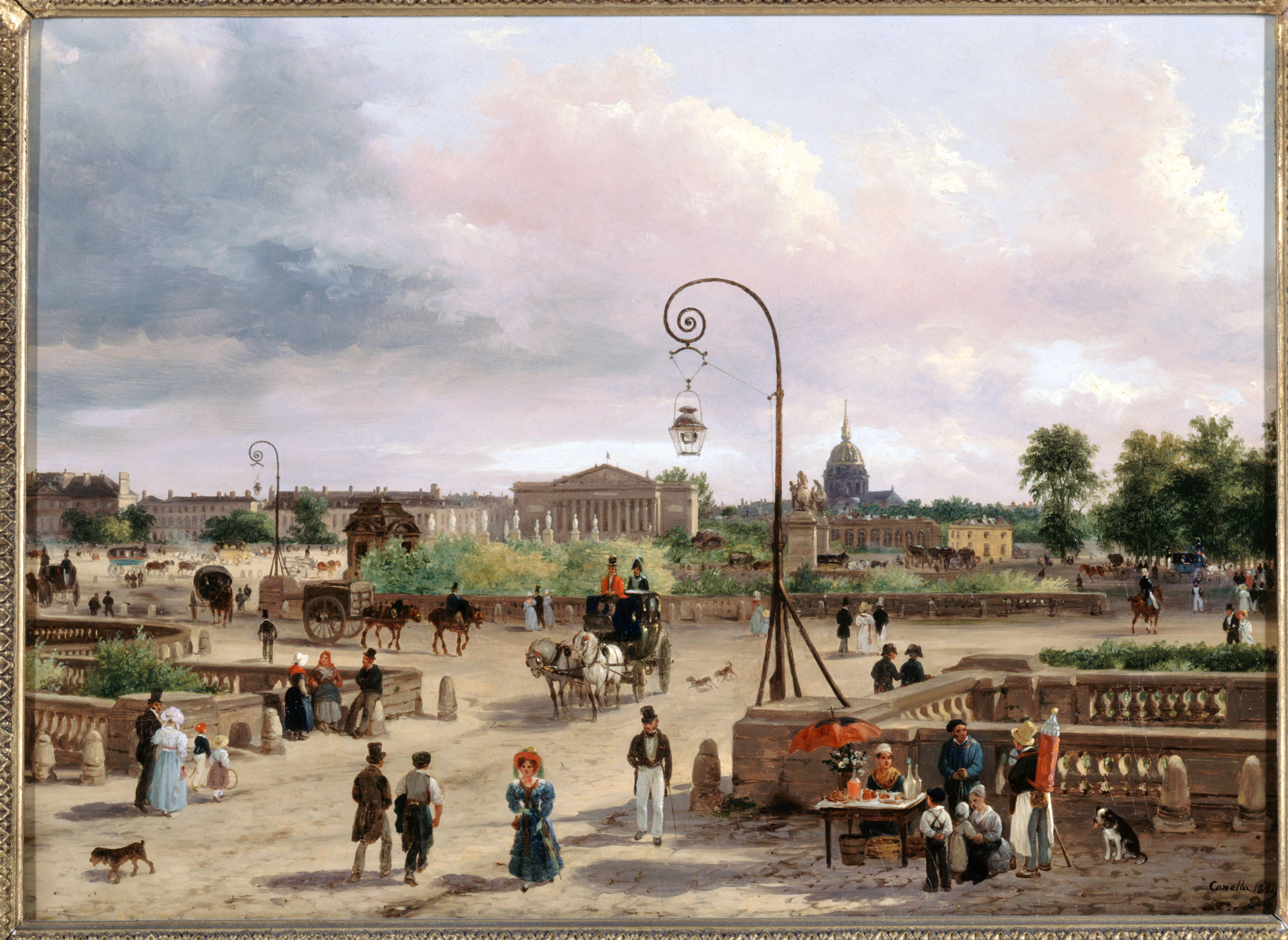
La place Louis XVI, par Giuseppe Canella en 1829.
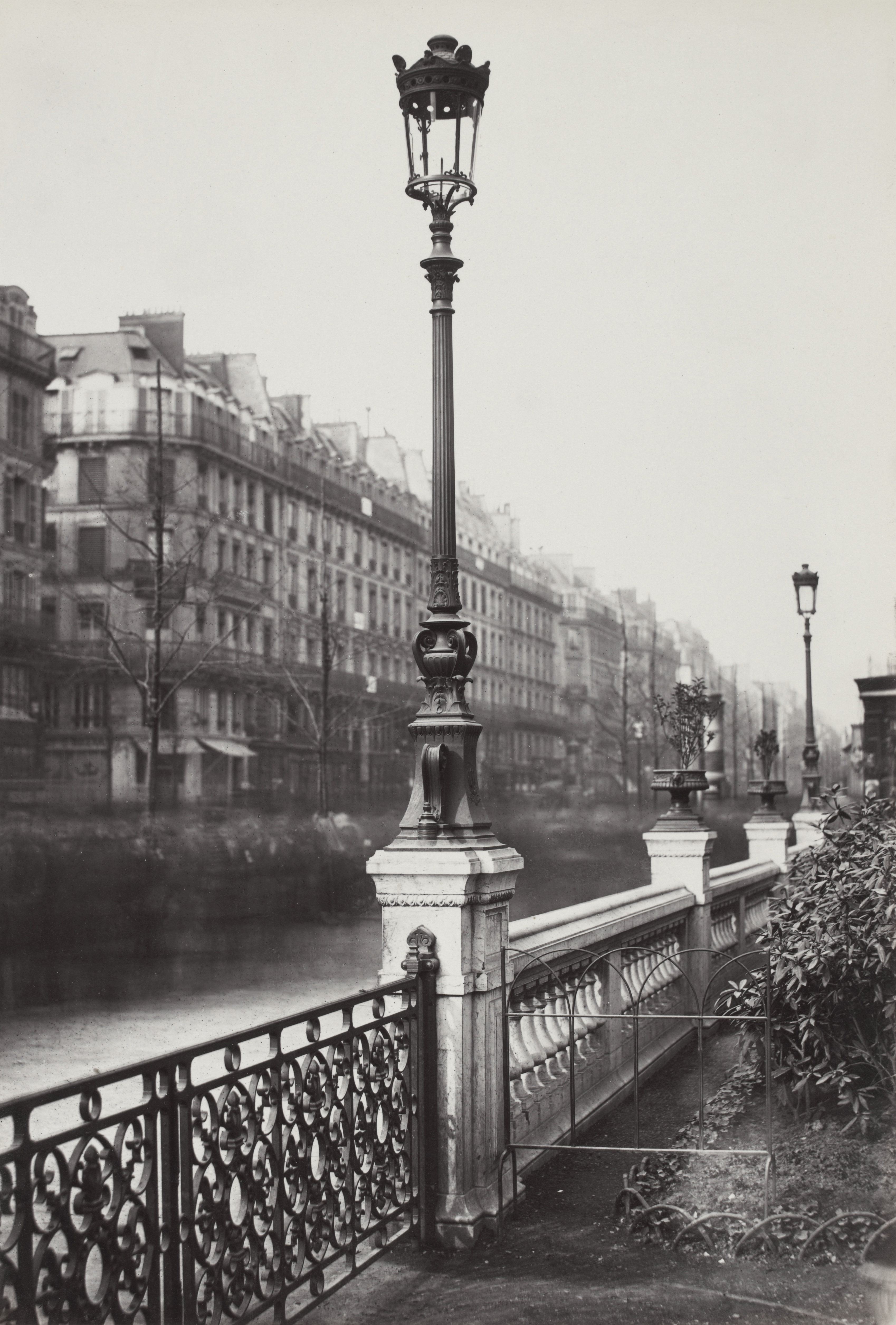
Photo de Charles Marville, en 1878.
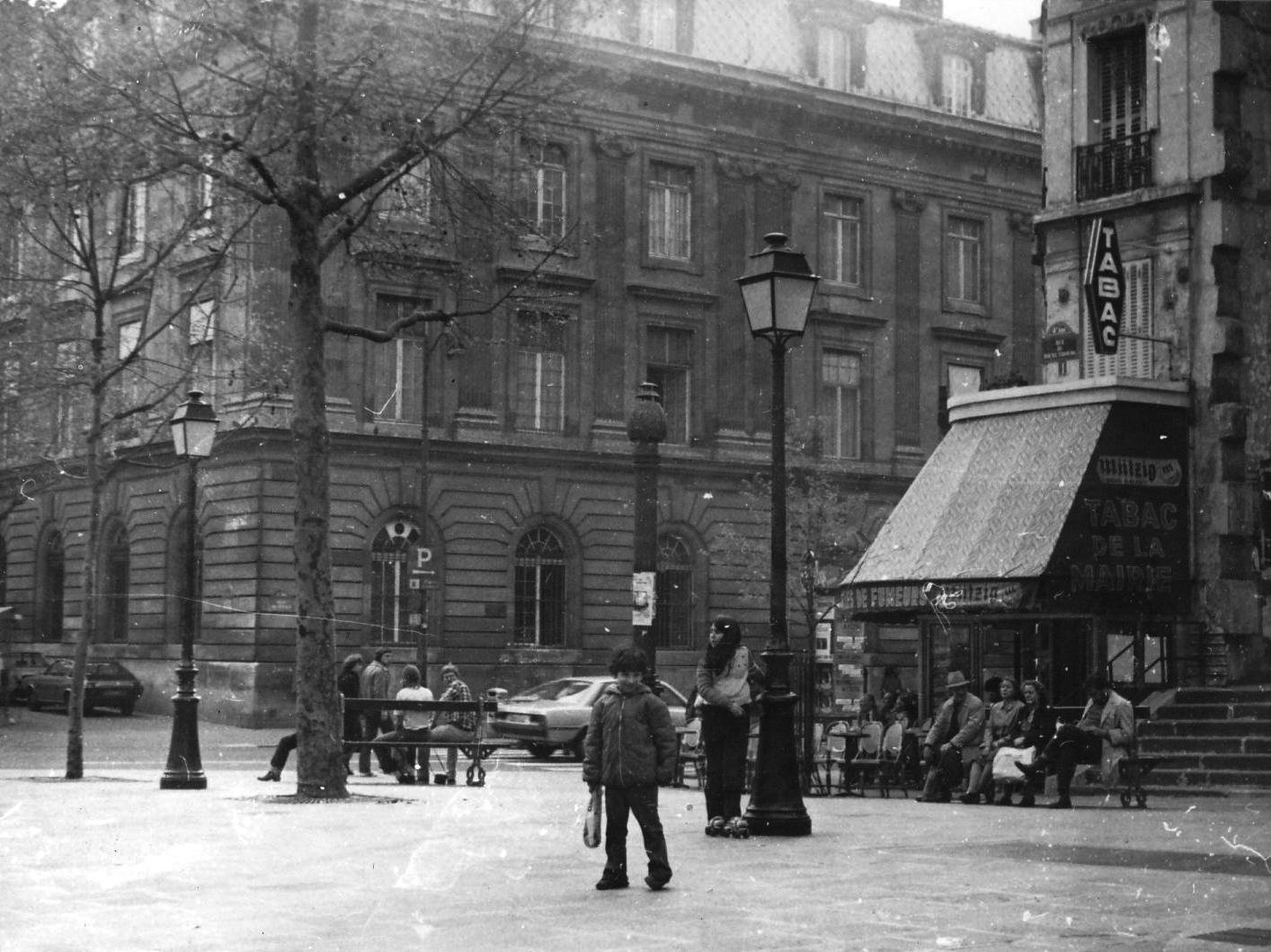
Rue du Bourg-Tibourg en 1981.